# Châtelperron
Châtelperron is een gemeente in het Franse departement Allier (regio Auvergne-Rhône-Alpes) en telt 141 inwoners (2005). De plaats maakt deel uit van het arrondissement Vichy.
De kerk Saint-Pierre is de voormalige kapel van het kasteel van Châtelperron en werd gebouwd in de 11e eeuw. Het portaal van de kerk is beschermd als historisch monument in 1933.

## Geografie
De oppervlakte van Châtelperron bedraagt 21,0 km², de bevolkingsdichtheid is 6,7 inwoners per km².
De onderstaande kaart toont de ligging van Châtelperron met de belangrijkste infrastructuur en aangrenzende gemeenten.

## Demografie
Onderstaande figuur toont het verloop van het inwonertal (bron: INSEE-tellingen).
Vanwege een beveiligingsprobleem met de MediaWiki Graph-software is het momenteel niet mogelijk deze grafiek weer te geven. Zodra de software is bijgewerkt zal de grafiek vanzelf weer zichtbaar worden.